# John Lecky
John MacMillan Stirling Lecky (29. august 1940 - 25. februar 2003) var en canadisk roer fra Vancouver.
Ved OL 1960 i Rom vandt Lecky en sølvmedalje, som del af den canadiske otter. Canada kom ind på andenpladsen i finalen, 4,34 sekunder efter guldvinderne fra Tyskland. Tjekkoslovakiet vandt bronze, 3,32 sekunder efter canadierne. De øvrige medlemmer af den canadiske båd var Donald Arnold, Walter D'Hondt, Nelson Kuhn, David Anderson, Archibald MacKinnon, Bill McKerlich, Glen Mervyn og styrmand Sohen Biln.
Lecky var, ligesom de øvrige medlemmer af canadiernes 1960-otter, studerende ved University of British Columbia i Vancouver.

## OL-medaljer
- 1960:  Sølv i otter